# Bobby "Wheezer" Hutchins

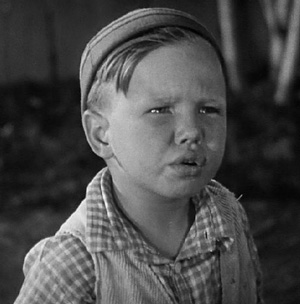
Wheezer in School's out uit 1930

Bobby Hutchins (29 maart 1925 - 17 mei 1945), geboren als Robert E. Hutchins, was een Amerikaans acteur.
Hutchins werd al beroemd in 1926, toen hij een vaste rol kreeg in Our Gang. Toen hij in 1933 de serie verliet, verhuisde de familie Hutchins naar Tacoma. Hier kreeg hij les in het openbaar onderwijs.
Na zijn diploma van de middelbare school, die hij kreeg in 1943, ging hij de United States Army in om mee te helpen in de Tweede Wereldoorlog. In 1945 werkte hij in vliegtuigen en overleed op 17 mei 1945 toen een vliegtuig neerstortte na een botsing met een ander vliegtuig..
- Gemeinsame Normdatei: 1207335924
- International Standard Name Identifier: 0000 0004 5545 7534
- Library of Congress Control Number: n2016002998
- Virtual International Authority File: 238145542608396640371
- WorldCat: E39PBJkhG8tfPrCHP6dWYdxdQq